# 信濃川田駅
信濃川田駅（しなのかわだえき）は、長野県長野市若穂川田にあった長野電鉄屋代線の駅。屋代線廃止に伴い廃駅となり、現在はバス待合室として利用されている。駅番号はY9。

## 歴史
- 1922年（大正11年）6月10日：河東鉄道により町川田駅として開業[1]。
- 1923年（大正12年）3月12日：町川田駅を信濃川田駅に改称[1][2]。
- 1926年（大正15年）9月30日：河東鉄道と長野電気鉄道の合併により、長野電鉄が発足したことに伴い、河東線の駅となる。
- 1945年（昭和20年）8月13日：長野空襲の際、当駅に停車していた列車に米海軍機による攻撃が加えられ、被害を出す。
- 1971年（昭和46年）10月1日：貨物営業廃止。
- 1983年（昭和58年）8月14日：手小荷物営業廃止。
- 1993年（平成5年）：無人駅化[1]。
- 2002年（平成14年）9月18日：路線名改称により屋代線の駅となる。
- 2012年（平成24年）4月1日：屋代線廃止により廃駅[1]。

## 駅構造
相対式ホーム2面2線を有する地上駅。無人駅。2線とも両方向に出発信号機をもつ。かつて朝夕のラッシュ時には、須坂⇔当駅間の区間運転列車が運転されていたこともあった。現役時の構内には元貨物用の側線があり、現在は保線車両の留置線として使用されている他、廃車車両の解体も行われていた。また、駅本屋の柱に据え付けられたホーロー板の駅名標の一部には隣接する駅も書き込まれていたが、この内須坂方面の隣接駅が綿内となっており、1966年に綿内駅との間に若穂駅が開業したことが反映されていなかった。
当駅は1980年代初頭に放映された明星食品のカップラーメンのテレビコマーシャルのロケ地として使用され、2007年7月に発売した熊木杏里のシングル「七月の友だち」のPV撮影地としても使用、更には信越放送創立70周年を記念して2021年に公開されたペルセポネーの泪の撮影地としても使われた。
2025年に松代駅の解体が発表された。この計画が実行に移されれば、旧屋代線内で残る駅舎は当駅舎のみになる。

### 廃止時点ののりば
| 番線 | 路線    | 方向 | 行先           |
| ---- | ------- | ---- | -------------- |
| 1    | ■屋代線 | 上り | 松代・屋代方面 |
| 2    | ■屋代線 | 下り | 須坂・長野方面 |

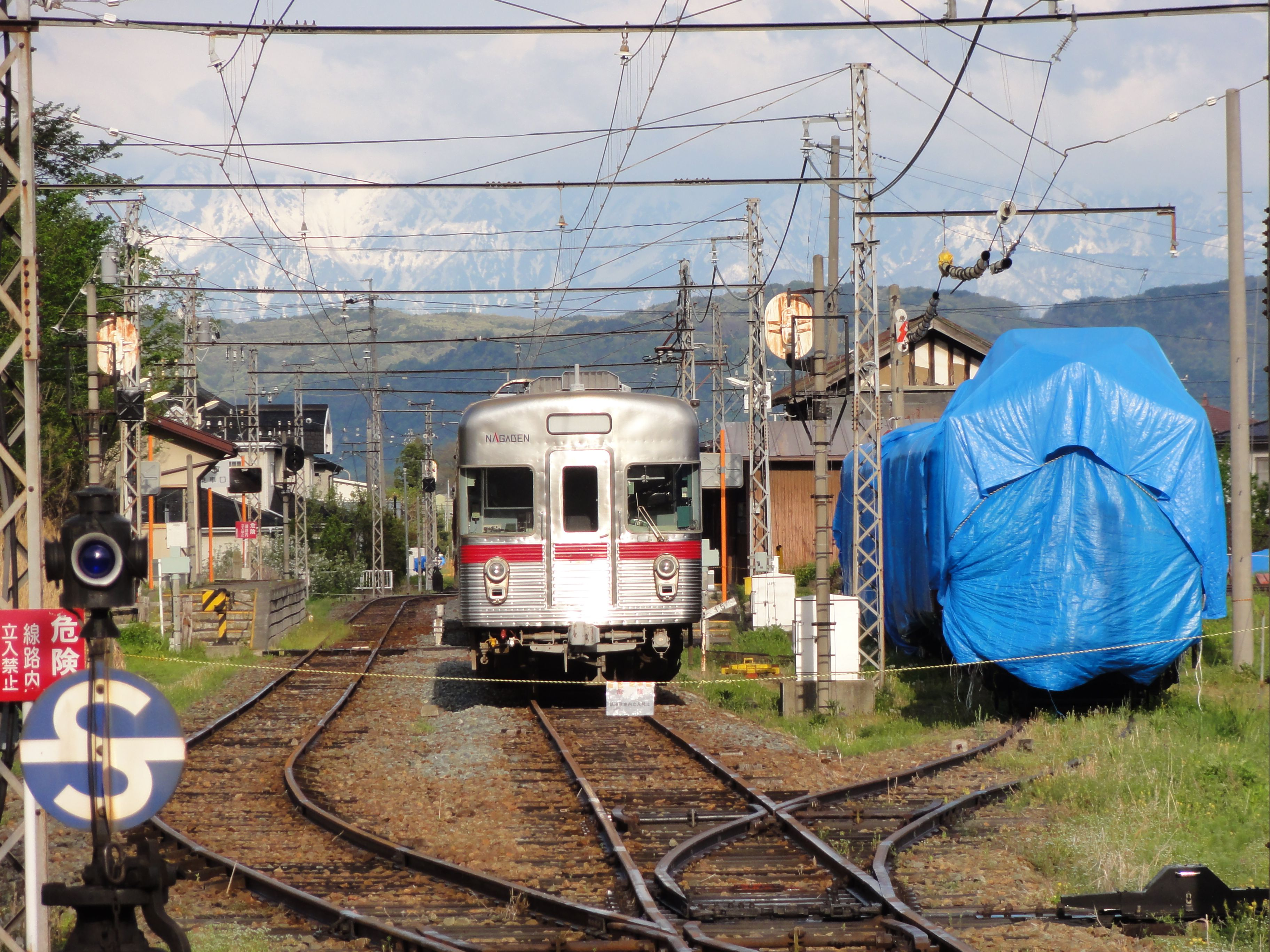
廃止後の構内（2012年5月、須坂方）
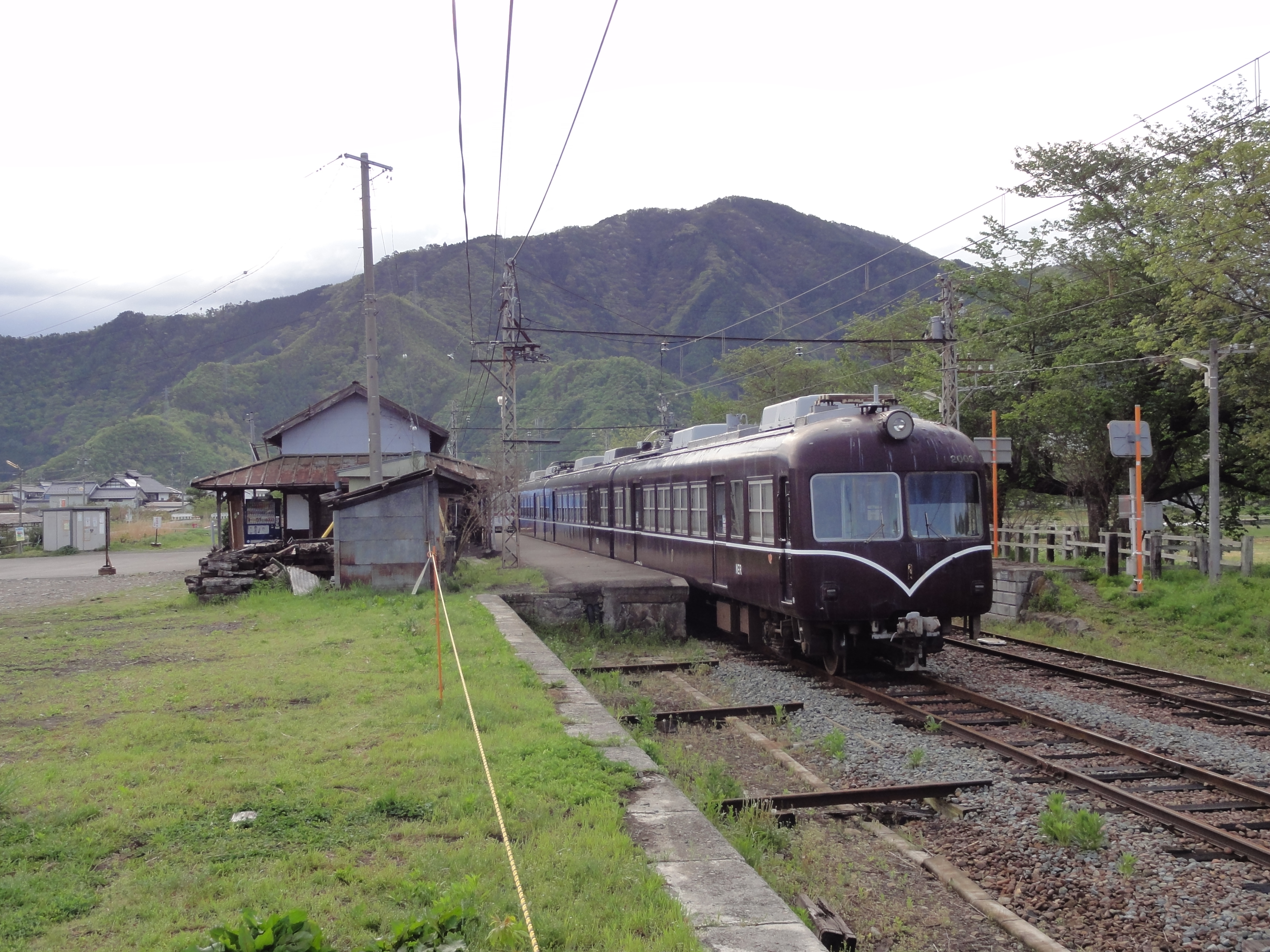
廃止後の構内（2012年5月、屋代方）

## 利用状況
年間乗車人数及び1日あたり乗車人員は次のとおりであった。
- 2006年度　35,768人 ： 98人/日
- 2007年度　30,586人 ： 84人/日
- 2008年度　29,007人 ： 79人/日
- 2009年度　26,108人 ： 72人/日
- 2010年度　25,779人 ： 71人/日

## 駅周辺
- 上信越自動車道
- 川田郵便局
- 長野市立川田小学校

## バス路線
長電バス
- 屋代線代替バス「屋代須坂線」 （屋代駅～松代駅～大室駅～信濃川田駅～綿内駅～須坂駅）
- 大豆島保科温泉線　（長野駅～市役所前～南俣～大豆島東団地～信濃川田駅～若穂団地～保科温泉）　 ※平日7往復、土休および盆・年末年始は3往復運行されている。

## 廃止後

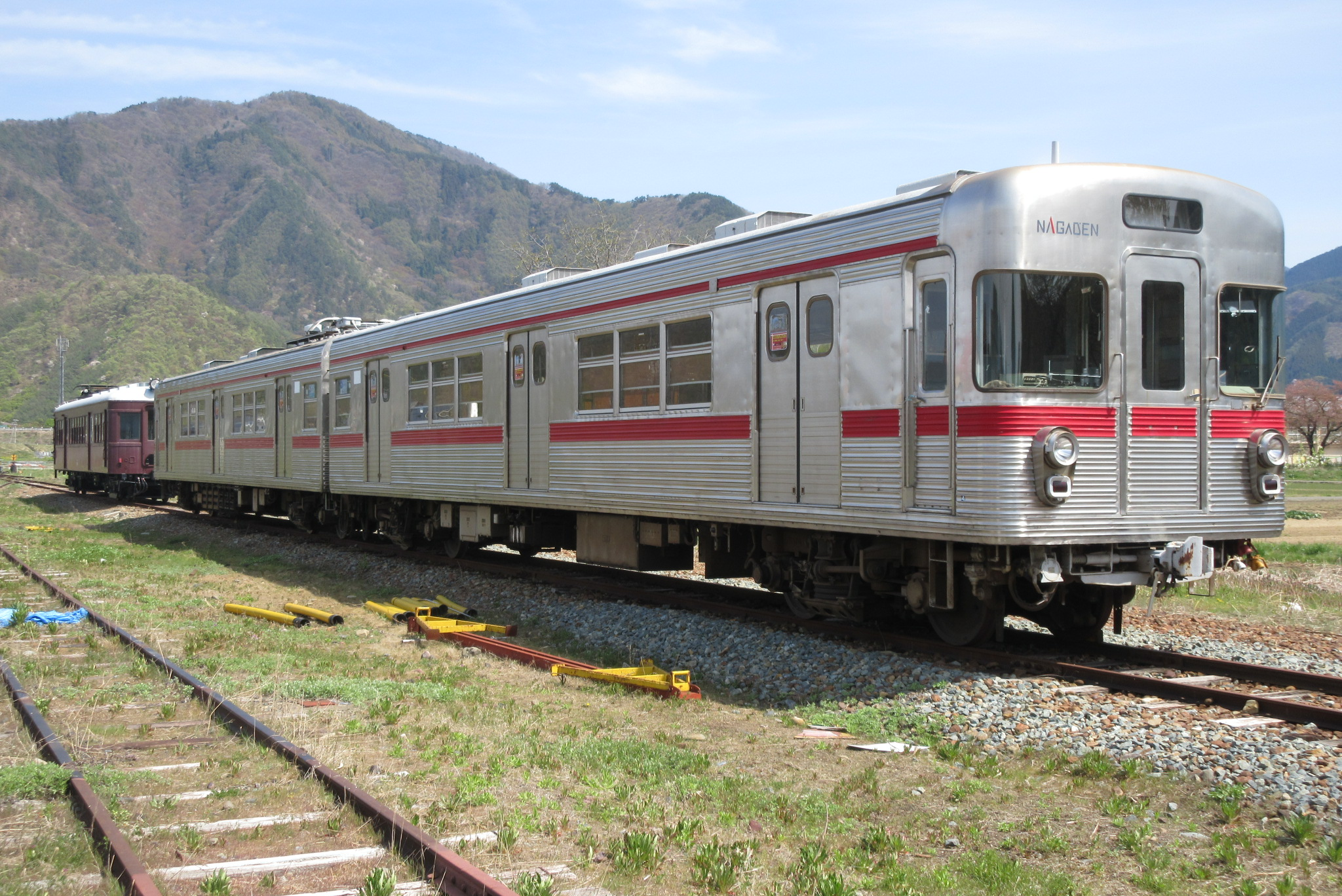
構内留置車両（2016年4月）

駅舎や一番線ホームは2023年現在も現存しており、2番線ホーム脇にあった桜の木々も残されている。また、トイレが改築された。

### 屋代線トレインメモリアルパーク計画
地元の要望により、廃止後の当駅構内を「屋代線トレインメモリアルパーク」として整備する構想が浮上し、2000系A編成のほか、小布施駅にある「ながでん電車の広場」に保存されていた車両等が留置されていた。しかし、鉄道遺構保存に詳しい人材が不足したことなどから計画は頓挫し、2019年1月までに譲渡先が見つかった車両3両については搬出され、老朽化が進んだ2両については現地で解体された。その後残存した車両についてもアスベストが検出されたことや維持管理費の問題から同年1月17日までに解体が決まり、2019年2月までにすべての車両が他の場所へ譲渡または撤去された。
当駅に一時留置された車両とその後の処遇は以下の通り。
デハニ201
- 2014年10月、安曇野ちひろ公園（松川村）に譲渡。

モハ604
- 2014年10月、安曇野ちひろ公園（松川村）に譲渡。

ED502
- 2015年4月、直富商事（長野市大豆島）に譲渡。

3500系O1編成
- 2016年12月解体[5]。

2000系A編成
- 2019年2月解体（回転クロスシートの一部のみ保存）。

モハ1003
- 2019年2月、前頭部を残し解体。前頭部は2020年3月にポッポの丘（千葉県いすみ市）へ移設。

### 鉄道代替バス路線
屋代線廃止日から代替バスの屋代須坂線の運行開始されたが、大豆島保科温泉線バスは廃駅以前から発着している。現在、当駅は屋代須坂線と大豆島保科温泉線の乗り継ぎ拠点となっている。

## 隣の駅
長野電鉄
■屋代線
大室駅 (Y8) - 信濃川田駅 (Y9) - 若穂駅 (Y10)